# Pauletön

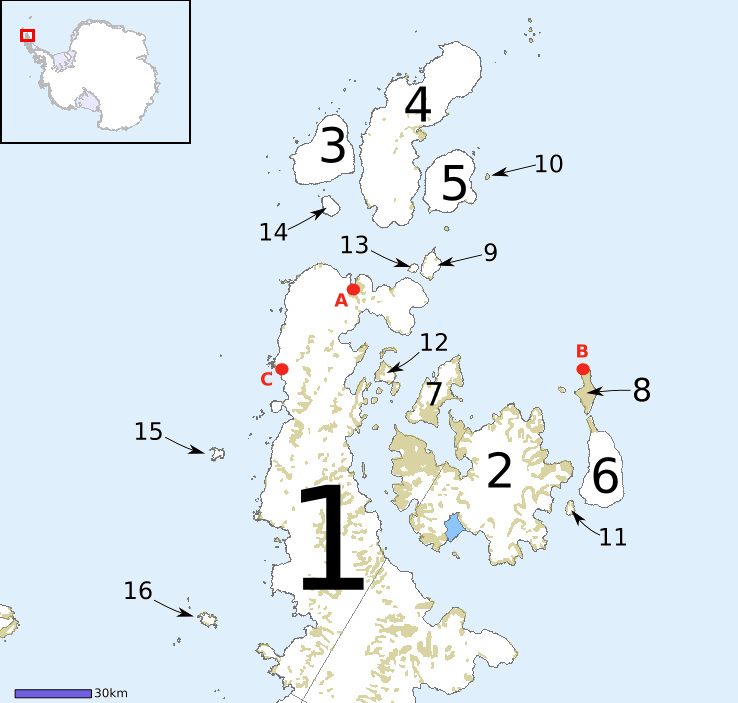
Norra Graham Land och omkringliggande öar.
1 Antarktiska halvön, 2 James Ross Island, 3 D'Urville Island, 4 Joinville Island, 5 Dundee Island, 6 Snow Hill Island, 7 Vega Island, 8 Seymourön, 9 Andersson Island, 10 Pauletön, 11 Lockyer Island, 12 Eagle Island, 13 Jonassen Island, 14 Bransfield Island, 15 Astrolabe Island, 16 Zigzag Island

Pauletön (engelska Paulet Island) är en liten ö på den norra delen av den Antarktiska halvön i Antarktis.

## Geografi
Pauletön ligger i Weddellhavet cirka 40 km nordöst om Graham Land. Den obebodda ön är av vulkaniskt ursprung och har en areal om cirka 1,6 km² med en högsta höjd på ca 353 m ö.h.

## Historia
Pauletön upptäcktes av den brittiska Antarktisexpedition åren 1839 - 1843 under ledning av James Clark Ross. Ross uppkallade ön efter lord George Paulet.
Ön blev känd genom den första svenska Antarktisexpeditionen. Fartyget "Antarctic" sjönk den 12 februari 1903 ca 40 km från ön och besättningen tog sig mödosamt fram till ön. Man nådde Pauletön först den 28 februari och började bygga en stenhydda där gruppen sedan övervintrade i tio månader innan den slutligen undsattes.